# 通用汽车金融
通用汽车金融公司（General Motors Financial Company, Inc.）是通用汽车旗下的金融服务机构。该公司是一家全球汽车金融供应商，业务遍及美国、墨西哥、拉丁美洲、加拿大和中国。在母公司通用汽车以22亿美元出售其欧洲区核心业务给欧宝和沃克斯豪尔之后，通用汽车金融的欧洲业务也已出售给标致雪铁龙集团和法国巴黎银行。该公司总部位于德克萨斯州沃斯堡，是沃斯堡市中心最大的雇主。
该公司成立于1992年，前身为美国信贷公司（AmeriCredit Corp.），于2010年10月被通用汽车收购，并更改为现名。该公司通过汽车经销商为各种信用状况的客户提供零售贷款和租赁计划。他们还提供商业贷款产品，例如零售房屋贷款、建筑和房地产贷款以及汽车经销商保险。
在被通用汽车收购之前，该公司在《财富》1000强企业中排名第768位。

## 被通用汽车收购
2010年7月，通用汽车与美国信贷公司达成最终协议，以约35亿美元的全现金交易完成收购。这笔交易为通用汽车增添了新的金融部门，以弥补其2006年失去通用汽车金融服务公司（GMAC，现为盟友金融公司）后金融业务上的真空。在美国信贷公司股东批准该交易后，通用汽车于2010年10月1日将该公司更名为“通用汽车金融”。
自2010年被通用汽车收购以来，通用汽车金融有关通用汽车的业务份额大幅增加，目前已占通用汽车金融消费贷款和租赁业务的75%。
2020年8月11日，标准普尔评级服务公司将通用汽车及其通用金融的信用评级从负面上调至稳定，并维持其BBB发行人信用评级和发行人级别评级。2015年6月18日，惠誉评级将通用汽车及其通用金融的信用评级上调至稳定展望。新的通用汽车公司和通用金融信用评级为BBB-。

## 通用汽车保险
通用汽车保险于2021年作为子公司开始运营，并在美国迅速扩张。

## 国际业务
2012年11月，通用汽车金融宣布收购盟友金融的国际资产。此次交易涵盖盟友金融在奥地利、比利时、巴西、智利、哥伦比亚、法国、德国、希腊、意大利、墨西哥、荷兰、秘鲁、葡萄牙、西班牙、瑞典、瑞士和英国的业务。此外，交易还包括盟友金融在中国合资企业通用汽车金融服务-上汽集团（GMAC - SAIC Motor）中持有的40%股权。上述资产大部分已于2013年完成交割，剩余部分在中国的一家合资企业的股权，已于2015年1月2日完成交割。
2017年3月，继通用汽车以22亿美元的价格出售其核心区域业务欧宝和沃克斯豪尔汽车之后，通用汽车金融的欧洲部门也被出售给标致雪铁龙集团和法国巴黎银行。